# БАЗ-А148
БАЗ-А148 "Еталон" — 10-метровий автобус, що виготовляється на Бориспільському автобусному заводі (БАЗ) з 2007 року.
Автобус є транспортним засобом загального користування призначений для перевезення пасажирів на міських та 
позаміських  маршрутах. БАЗ-А148 двохосьовий, з заднім розташуванням двигуна, з колісною формулою 4х2.2, з суцільнометалевим кузовом вагонного типу, інтегрованим з шасі.
Модель виготовлено на базі шасі моделі FAW СА 6102 D 92-1 виробника (FAW Bus and Coach CO., Ltd) і оснащено дизельним рядним 6-циліндровим двигуном FAW CA6DE2-18 об'ємом 7,127 л, потужністю 179,5 к.с. (132 кВт), крутним моментом 680 Нм.
З кінця 2008 року називається БАЗ-А148 "Соняшник".
Гарантія на автобус становить 12 місяців з дня продажу, або 40 000 км пробігу.

## Модифікації[2][3][4]
- БАЗ-А148 — базова модель міського автобуса Євро-2.

Основні технічні характеристики
| Габаритні розміри, мм:                            | |
| довжина                                           | 10 280 |
| ширина                                            | 2 480 |
| висота                                            | 2 980 |
| Маса спорядженого автобуса, кг                    | 9 200 |
| Повна конструктивна маса, кг                      | 14 600 |
| Колісна база, мм                                  | 5 000 |
| Колія коліс, мм:                                  | |
| передніх                                          | 1 900 |
| задніх                                            | 1 840 |
| Максимальна швидкість руху, км/год                | 100 |
| Витрата палива, л/100 км: при швидкості 60 км/год | 24 |
| Система опалення                                  | автономний рідинний опалювач проточного типу з обігрівачами салону радіаторного типу, котрі з'єднані з системою охолодження двигуна автобуса |
| Пасажиромісткість:                                | |
| місць для сидіння                                 | 23+1 |
| загальна                                          | 79 |
| Тип сидінь                                        | напівм'які нерегульовані |
| Тип кузова                                        | суцільнометалевий, одноповерховий, вагонного типу, закритий, зварний                                                                         |
| Кількість дверей                                  | 3 |
| Тип дверей:                                       | |
| передні                                           | однопілкові, поворотні з пневматичним приводом, розміщені у передньому звисі                                                                 |
| середні                                           | здвоєні, поворотні з пневматичним приводом, розміщені у базі                                                                                 |
| задні                                             | однопілкові, поворотні з пневматичним приводом, розміщені у задньому звисі                                                                   |

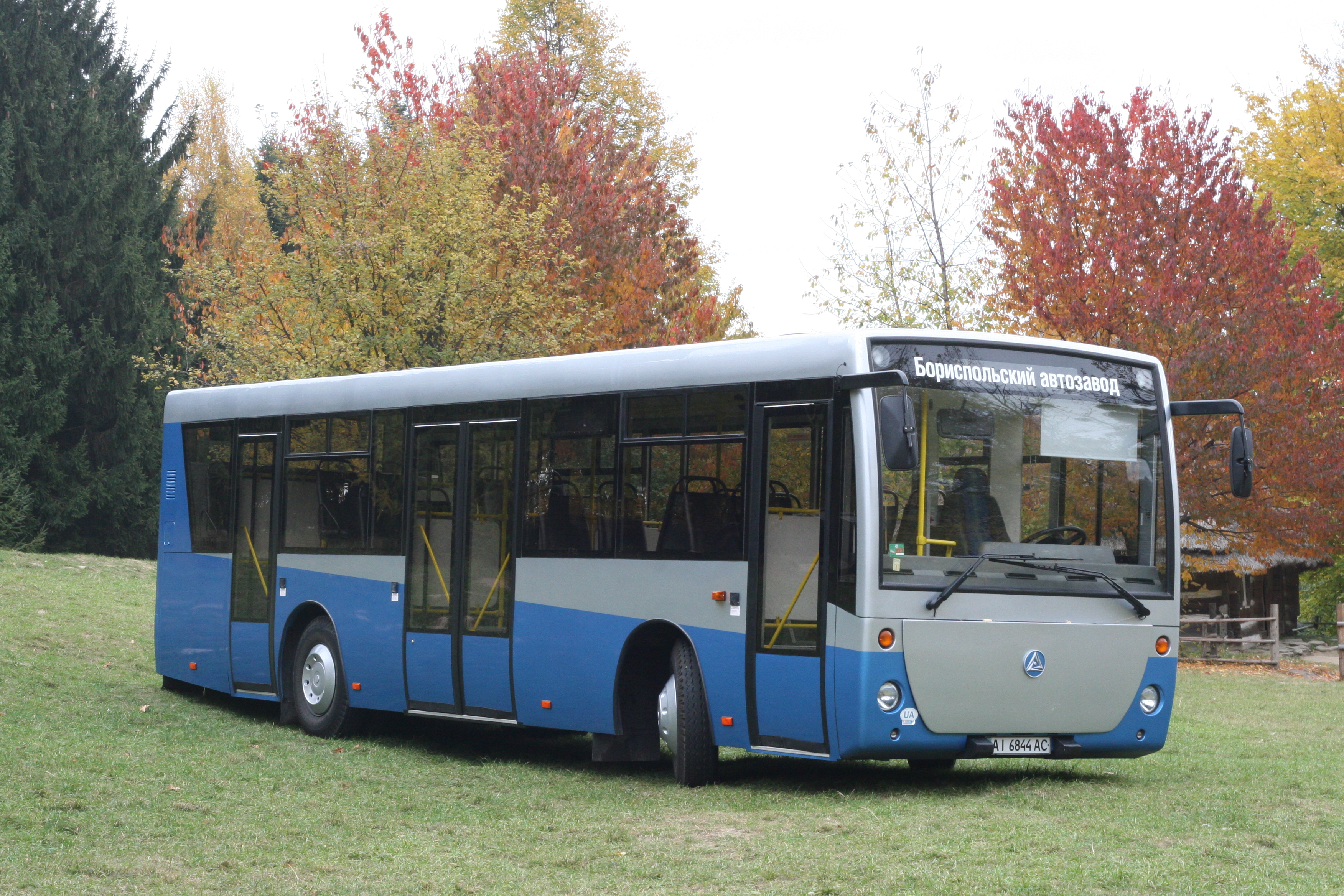
БАЗ-А1480

- БАЗ-А148.1 — приміський автобус з двигуном Євро-2.

Основні технічні характеристики
| Габаритні розміри, мм:                            | |
| довжина                                           | 10 320 |
| ширина                                            | 2 480 |
| висота                                            | 2 980 |
| Маса спорядженого автобуса, кг                    | 9 400 |
| Повна конструктивна маса, кг                      | 14 000 |
| Колісна база, мм                                  | 5 000 |
| Колія коліс, мм:                                  | |
| передніх                                          | 1 900 |
| задніх                                            | 1 840 |
| Максимальна швидкість руху, км/год                | 100 |
| Витрата палива, л/100 км: при швидкості 60 км/год | 24 |
| Система опалення                                  | автономний рідинний опалювач проточного типу з обігрівачами салону конвекторного типу, котрі з'єднані з системою охолодження двигуна автобуса |
| Пасажиромісткість:                                | |
| місць для сидіння                                 | 43 |
| загальна                                          | 60 |
| Тип сидінь                                        | м'які нерегульовані |
| Тип кузова                                        | суцільнометалевий, одноповерховий, вагонного типу, закритий, зварний                                                                          |
| Кількість дверей                                  | 2 |
| Тип дверей:                                       | |
| передні                                           | однопілкові, з пневматичним приводом, притискного типу "пантограф"                                                                            |
| задні                                             | однопілкові, з ручним відкриванням |
| Об'єм багажних відсіків, м³                       | 4,0 |

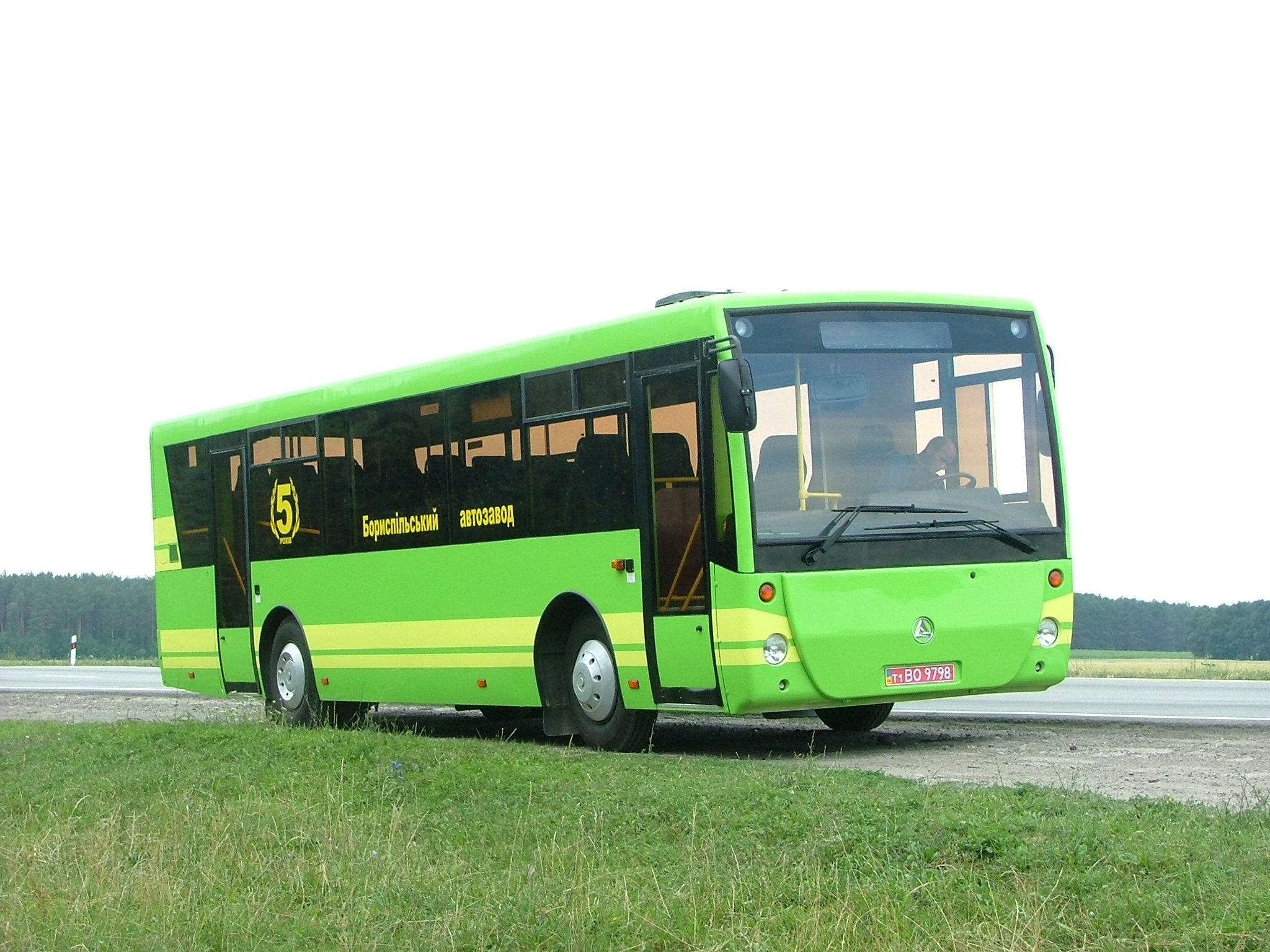
БАЗ-А1481

- БАЗ-А148.2 — туристичний автобус з двигуном Євро-2.

Основні технічні характеристики
| Габаритні розміри, мм:                            | |
| довжина                                           | 10 320 |
| ширина                                            | 2 480 |
| висота                                            | 3 200 |
| Маса спорядженого автобуса, кг                    | 9 900 |
| Повна конструктивна маса, кг                      | 14 000 |
| Колісна база, мм                                  | 5 000 |
| Колія коліс, мм:                                  | |
| передніх                                          | 1 900 |
| задніх                                            | 1 840 |
| Максимальна швидкість руху, км/год                | 100 |
| Витрата палива, л/100 км: при швидкості 60 км/год | 24 |
| Система опалення                                  | автономний рідинний опалювач проточного типу з обігрівачами салону конвекторного типу, котрі з'єднані з системою охолодження двигуна автобуса |
| Система кондиціювання повітря                     | + |
| Пасажиромісткість:                                | |
| місць для сидіння                                 | 43+1 |
| загальна                                          | 43+1 |
| Тип сидінь                                        | м'які регульовані |
| Відеосистема DVD                                  | + |
| Система гучного зв'язку                           | + |
| Тип кузова                                        | суцільнометалевий, одноповерховий, вагонного типу, закритий, зварний                                                                          |
| Кількість дверей                                  | 2 |
| Тип дверей:                                       | |
| передні                                           | однопілкові, з пневматичним приводом, притискного типу "пантограф"                                                                            |
| задні                                             | однопілкові, з ручним відкриванням |
| Об'єм багажних відсіків, м³                       | 4,0 |

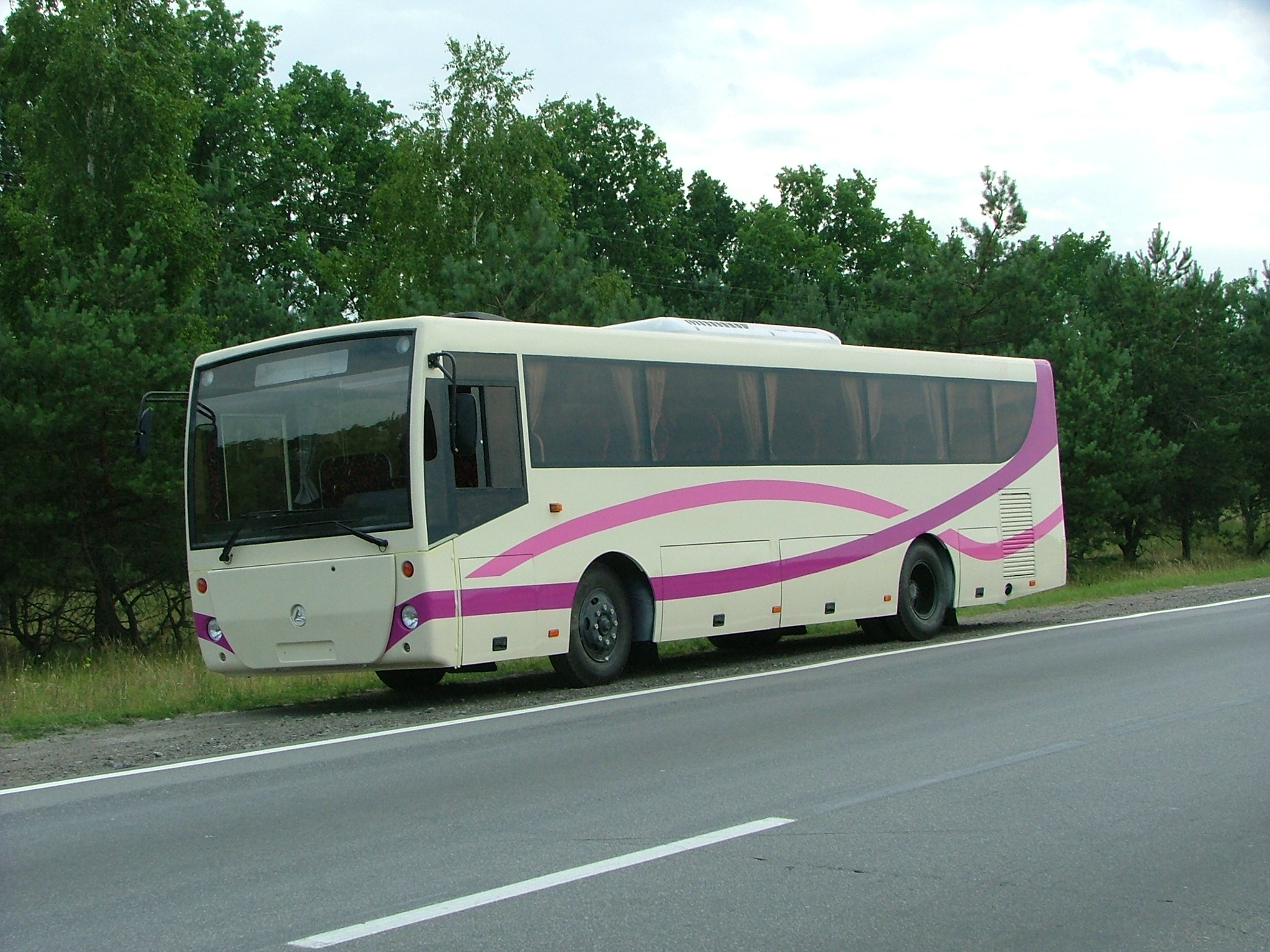
БАЗ-А1482

- БАЗ-А148.3 — туристичний автобус, по кузову та салону аналогічний автобусу БАЗ-А148.2 з двигуном Deutz BF 6M 1013-22 Євро-3 потужністю 216 к.с. (162 кВт), крутним моментом 760 Нм.
- БАЗ-А148.5 — приміський автобус, по кузову та салону аналогічний автобусу БАЗ-А148.1 з двигуном Deutz BF 6M 1013-22 Євро-3 потужністю 216 к.с. (162 кВт), крутним моментом 760 Нм.

## Подібні
- CityLAZ 10 LE
- Богдан А601
- Богдан А144
- Богдан А145
- ЗАЗ А10С